# Bitung
Bitung – miasto w Indonezji na wyspie Celebes, na wschodnim krańcu półwyspu Minahasa w prowincji Celebes Północny u podnóża wulkanu Klabat; powierzchnia 1583 km²; 141 tys. mieszkańców (2006). 
Port rybacki i handlowy (wywóz kopry, drewna, kaolinu) nad morzem Moluckim; leżąca obok wyspa Lembeh stanowi dla niego naturalny falochron; baza marynarki wojennej. W pobliżu miasta wydobycie kaolinu.